# Карл Бец
Карл Бец (на немски: Karl Betz) е агроном, основател на съвременното овощарство и пчеларство в Северна България.

## Биография
Карл Бец е роден през 1850 г. в град Гедерн (Gedern), Германия.
Завършва градинарско училище в Щутгарт, Германия. През 1882 г. идва в България като градинар в двореца на княз Александър I Батенберг. По почин на Бец се създават градската градина и първата ботаническа градина в София. Участва като доброволец в Сръбско-българската война 1885 – 1886 г. От 1893 г. до около 1908 г. е учител по овощарство, градинарство и пчеларство в Земеделското училище „Образцов чифлик" край Русе, където създава модерни декоративни паркове, овощни градини, разсадник и пчелин. Популяризира модерни методи за отглеждане на овощни дървета и пчели. Внедрява нови ценни овощни сортове. Сътрудничи на списанията „Орало" (1894 – 1949), „Пчела" (1902 – 50) и други.
През 1901 г. получава българско поданство.
Починал е на 2 февруари 1925 г. в София, Царство България.

## Памет
На Карл Бец е наречена улица в София (Карта).